# Aamuposti
Aamuposti är en finländsk sjudagarstidning som sedan 2003 utges i Hyvinge. 
Aamuposti har sitt ursprung i Hyvinkään Sanomat, vilken grundades 1925 i Hyvinge som kommunalt nyhets- och annonsblad. Tidningen utvecklades med tiden till en regiontidning för norra Nyland. Upplagan växte stadigt fram till mitten av 1980-talet, men sjönk därefter något, trots att Hyvinge stad expanderat kraftigt, och upplagan var 2002 omkring 13 100 exemplar. Tidningen sammanslogs 2003 med Riihimäen Sanomat, varvid den nya tidningen Aamuposti bildades, vilken 2009 hade en upplaga på 22 174 exemplar.